# 史蒂文·史密斯
史蒂文·史密斯（英語：Steven Smith，1962年10月22日—），英国前男子马术运动员。他曾代表英国参加1984年夏季奥林匹克运动会马术比赛，获得团体场地障碍赛银牌。